# Svitlovodsk
Svitlovodsk (în ucraineană Світловодськ) este oraș regional în regiunea Kirovohrad, Ucraina. Deși subordonat direct regiunii, orașul este și reședința raionului Svitlovodsk.

## Demografie
Componența lingvistică a orașului Svitlovodsk
     Ucraineană (78,73%)
     Rusă (20,76%)
     Alte limbi (0,36%)
Conform recensământului din 2001, majoritatea populației orașului Svitlovodsk era vorbitoare de ucraineană (78,73%), existând în minoritate și vorbitori de rusă (20,76%).